# Liste der Bodendenkmale in Barnstedt
In der Liste der Bodendenkmale in Barnstedt sind alle Bodendenkmale der niedersächsischen Gemeinde Barnstedt aufgelistet. Die Quelle ist der Denkmalatlas Niedersachsen. Der Stand der Liste ist der 30. August 2024.

## Allgemein
In den Spalten finden sich folgende Informationen des Bodendenkmales :
- Lage        : geographische Koordinaten
- Bezeichnung : Bezeichnung lt. Denkmalatlas
- Beschreibung: Beschreibung lt. Denkmalatlas
- ID          : Objekt-ID
- Bild        : Bild, ggf. zusätzlich mit Link zu weiteren Fotos im Medienarchiv Wikimedia Commons.

## Barnstedt
| Lage                        | Bezeichnung             | Beschreibung | ID       | Bild |
| --------------------------- | ----------------------- | --- | -------- | ---- |
| 53° 8′ 31″ N, 10° 21′ 39″ O | Barnstedt 1, Grabhügel  | Rund, Dm. 18,5 m; H. 1,1 m. Rand abgesetzt. Am Südsüdwest-Rand eine Eintiefung. | 28935739 | BW   |
| 53° 8′ 25″ N, 10° 21′ 41″ O | Barnstedt 3, Grabhügel  | Ehemals rund, Südwest-Teil abgetragen, daher heute Nordnordwest-Südsüdost orientiert. L. 16 m; Br. 9 m; H. ca. 0,3 m. Rand ist auslaufend. | 28935741 | BW   |
| 53° 7′ 22″ N, 10° 23′ 5″ O  | Barnstedt 15, Grabhügel | Rund, Dm. 15 m; H. 1 m. Am Westsüdwest-Rand ein Granitfindling. | 28933853 | BW   |
| 53° 7′ 24″ N, 10° 23′ 15″ O | Barnstedt 18, Grabhügel | Ehemals rund, ca. 16 m Dm und noch 1,2 m H. Nördlicher Innenbereich und südliche Hügelhälfte abgetragen. Nördliche Böschungsbereiche erhalten. Heute sichelförmig. Durch Eingrabungen im OSO-Rand gestört. Am nördlichen Hügelfuß einige große Granitsteine. Im abgetragenen Bereich ein Lesesteinhaufen. | 28933859 | BW   |
| 53° 7′ 24″ N, 10° 23′ 16″ O | Barnstedt 19, Grabhügel | Rund, Dm. 14 m; H. 1,2 m. Ebenmäßig gewölbt. Vom nördlichen Hügelfuß bis zur Hügelmitte eine grabenförmige Eintiefung (Br. 0,6 m ; T. ca. 0,5 m). Am Nord-Rand ein doppeltkopfgroßer Granitstein. | 28933861 | BW   |
| 53° 7′ 23″ N, 10° 23′ 17″ O | Barnstedt 20, Grabhügel | Ehemals rund, Dm. 17 m; H. 1,8 m. Hochgewölbt und Rand abgesetzt. Stellenweise etwas abgetragen, im Nordosten eine größere Abgrabung. Oberfläche unregelmäßig. | 28933863 | BW   |
| 53° 7′ 24″ N, 10° 23′ 19″ O | Barnstedt 21, Grabhügel | Rund, Dm. 20 m und H. 2 m. Hochgewölbt und Rand abgesetzt. Im N und NW wird der Rand angeschnitten. Oberfläche unregelmäßig und am nordwestlichen Hügelfuß Granitsteine. | 28933865 | BW   |
| 53° 7′ 42″ N, 10° 21′ 24″ O | Barnstedt 34, Grabhügel | Ehemals rund, heute oval, N-S orientiert. L. 19 m, Br. 14,3 m und noch 0,7 m hoch erhalten. Im O durch angrenzenden Acker angeschnitten und im Zentrum ausgekoffert. Randbereiche sind im N, W und S erhalten. Im S teilweise durch Lesesteine bedeckt.                                                   | 28933867 | BW   |
| 53° 7′ 48″ N, 10° 21′ 18″ O | Barnstedt 35, Grabhügel | Fast rund, Dm. 15,5 m und H. 1,3 m. Rand abgesetzt und Oberfläche unregelmäßig. In der Kuppe und auf der Böschung mehrere Eingrabungen. Durch Tierbaue gestört. Am S-Rand einige faustgroße Granitsteine. Am W-Rand ein eimergroßer Granitstein.                                                          | 28933869 | BW   |
| 53° 7′ 17″ N, 10° 20′ 53″ O | Barnstedt 36, Grabhügel | Fast rund, Dm. 11 m und H. 1 m.Oberfläche unregelmäßig. Am NO-Rand, SO-Rand und WSW-Rand angegraben und verschiedene Vertiefungen im Bereich der Kuppe. | 28931669 | BW   |
| 53° 7′ 17″ N, 10° 20′ 40″ O | Barnstedt 37, Grabhügel | Oval, O-W orientiert, L. 19 m, Br. 16 m und H. ca. 0,2 m. Weitgehend abgetragen. Große weite und verschiedene kleinere Eingrabungen stören. Zwei Findlinge und viele faust- bis kopfgroße Granitsteine.                                                                                                   | 28931671 | BW   |
| 53° 7′ 40″ N, 10° 20′ 52″ O | Barnstedt 38, Grabhügel | Oval, NO-SW orientiert, L. 10,5 m, Br. 8,5 m und H. 0,8 m. Rand läuft aus. Durch zentrale Eingrabung (L. 2 m; Br. 1,5 m; T. 0,7 m) und Tierbaue gestört. | 28933871 | BW   |
| 53° 7′ 34″ N, 10° 20′ 12″ O | Barnstedt 39, Grabhügel | Fast rund, Dm. 17 m und H. 1 m. Rand läuft aus und die Oberfläche durch einige flache Eingrabungen gestört. | 28933971 | BW   |
| 53° 7′ 41″ N, 10° 20′ 50″ O | Barnstedt 42, Grabhügel | Leicht oval, O-W orientiert, L. 11,4 m, Br. 10 m und H. 0,8 m. In der Hügelmitte eine Eingrabung (Dm. ca. 1,5 m; T. 0,7 m). | 28934000 | BW   |
| 53° 7′ 50″ N, 10° 20′ 35″ O | Barnstedt 44, Grabhügel | Fast rund, Dm. 11 m und H. 1 m. Am NNO-Rand eine alte Mulde und der Rand abgesetzt. | 28931673 | BW   |
| 53° 7′ 51″ N, 10° 20′ 35″ O | Barnstedt 45, Grabhügel | Leicht oval, O-W orientiert, L. 9,5 m, Br. 6,5 m und H. 0,6 m. Oberfläche gestört und N-Bereich abgegraben. Einige Granitsteine sichtbar und ertastbar. | 28931675 | BW   |

### Barnstedt 4
ID:28930209: Auf dem Ost-Teil des Krähenberges, der im Volksmund „Die Goldene Wiege“ wird, liegen z. T. in Dünengelände elf Grabhügel. Vier Grabhügel sind oval (Länge 13 – 18,5 m; Breite 9 – 17 m) und sieben Grabhügel sind rund oder fast rund (Durchmesser zwischen 11 und 22 m; Höhe zwischen 0,7 und 2 m). In einem Grabhügel (vielleicht FStNr. 10) wurde 1975 eine Raubgrabung vorgenommen. Bei einer Nachuntersuchung der Raubgrabung wurde eine Paukenfibel aus der Vorrömischen Eisenzeit geborgen.

| Lage                        | Bezeichnung  | Beschreibung | ID       | Bild |
| --------------------------- | ------------ | --- | -------- | ---- |
| 53° 7′ 36″ N, 10° 22′ 15″ O | Barnstedt 4  | Oval, Nordnordost-Südsüdwest orientierte, L. 24 m; Br. 17 m; H. noch 1 m. Innenbereich abgeflacht. Eingrabungen. An den Rändern einige Granitsteine (L. bis 0,6 m). Von Nordnordost nach Südsüdwest verlaufende Schneise.                                                 | 28935743 | BW   |
| 53° 7′ 35″ N, 10° 22′ 17″ O | Barnstedt 5  | Oval, Ost-West orientiert, L. 13 m; Br. 10 m; H. 1,2 m. Ost-Hälfte abgeflacht. Am westlichen Hügelfuß und über den Ost-Teil zieht je eine Nord-Süd verlaufende Schneise.                                                                                                  | 28935745 | BW   |
| 53° 7′ 35″ N, 10° 22′ 19″ O | Barnstedt 6  | Oval, Ost-West orientiert, L. 16 m; Br. 9 m; H. 1 m. Kinderkopfgroße Granitsteine. | 28935747 | BW   |
| 53° 7′ 36″ N, 10° 22′ 22″ O | Barnstedt 7  | Rund, Dm. 20 m; H. 2 m. Nord-Rand abgetragen und Nord-Böschung angeschnitten. Im Nord-Teil der Kuppe eine 1 m tiefe Grube. Von Nord nach Süd verlaufende Schneise. Am Südwest-Rand einige zerschlagene bis kopfgroße Granitsteine.                                        | 28935749 | BW   |
| 53° 7′ 35″ N, 10° 22′ 21″ O | Barnstedt 8  | Fast rund, Dm. 22 m; H. noch 1,8 m. In der Kuppe eine weite Ost-West orientierte Vertiefung (L. 8 m; Br. 4 m; T. 0,6 m). Von Nord nach Süd eine Schneise. Einige kopfgroße Granitsteine sichtbar.                                                                         | 28935751 | BW   |
| 53° 7′ 34″ N, 10° 22′ 22″ O | Barnstedt 9  | Rund, Dm. 14 m; H. 1 m. In Nord-Böschung eine Eingrabung; wenige faust- bis kopfgroße Granitsteine sichtbar. Von Nord nach Süd verlaufende Schneisen. | 28935753 | BW   |
| 53° 7′ 34″ N, 10° 22′ 22″ O | Barnstedt 10 | Rund, Dm. 14 m; H. 1 m. In Nord-Böschung eine Eingrabung; wenige faust- bis kopfgroße Granitsteine sichtbar. Von Nord nach Süd verlaufende Schneisen. | 28935753 | BW   |
| 53° 7′ 32″ N, 10° 22′ 29″ O | Barnstedt 11 | Fast rund, Dm. 14 m; H. 1,1 m. Kuppe nach Nordosten abgeschrägt, in der Mitte eine längliche, Nord-Süd orientierte flache Einsenkung. Am West- und Ost-Rand Nordnordost-Südsüdwest verlaufende Schneisen.                                                                 | 28933843 | BW   |
| 53° 7′ 31″ N, 10° 22′ 26″ O | Barnstedt 12 | Leicht oval, Ostnordost-Westsüdwest orientiert, L. 18,5 m; Br. 16,5 m; H. 1,2 m. Oberfläche unregelmäßig und im Nord-Bereich eine Eingrabung. Am West- und Ost-Rand sowie über den Hügel ziehen von Nordnordost nach Südsüdwest verlaufende Schneisen.                    | 28933845 | BW   |
| 53° 7′ 32″ N, 10° 22′ 23″ O | Barnstedt 13 | Fast rund, Dm. 19 m; H. noch 1,1 m. In der Mitte eine weite Ost-West orientierte Eingrabung (L. 8,6 m; Br. 4 m); größere Findlingsblöcke (von einer Steinkammer?) sichtbar. Von Nordnordost nach Südsüdwest zwei Schneisen. Einige faust- bis überkopfgroße Granitsteine. | 28933841 | BW   |
| 53° 7′ 32″ N, 10° 22′ 12″ O | Barnstedt 14 | Fast rund, Dm. 11 m; H. 0,7 m. | 28933849 | BW   |

### Barnstedt 22
ID:28930207; Im S-Teil der Gemarkung, am untersten NW-Hang des Hellkuhlenberges, liegt ein Grabhügelfeld mit acht Hügeln. Die Grabhügel sind oval oder rund bis fast rund. Ein Hügel besitzt eine zerstörte Steinkammer. Die Hügel werden in Form von An- bzw. Eingrabungen und Fahrspuren gestört.

| Lage                        | Bezeichnung                 | Beschreibung | ID       | Bild |
| --------------------------- | --------------------------- | --- | -------- | ---- |
| 53° 7′ 0″ N, 10° 22′ 6″ O   | Barnstedt 22                | Rund, Dm. 13,5 m und H. 1,2 m. Rand abgesetzt und Oberfläche unregelmäßig. | 28931555 | BW   |
| 53° 6′ 59″ N, 10° 22′ 8″ O  | Barnstedt 23                | Oval, annähernd N-S orientiert, L. 25 m, Br. 18 m und H. 2,5 m. Rand allseitig abgesetzt und Oberfläche unregelmäßig. Besonders im W durch z.T. ringförmige Eintiefungen gestört. Einige bis kopfgroße Granitsteine frei. | 28931557 | BW   |
| 53° 6′ 57″ N, 10° 22′ 7″ O  | Barnstedt 24, Großsteingrab | Fast runder Erdhügel, Dm. 15 m und erhaltenen H. 1,3 m. In der Mitte durch weite, tiefe Auskofferung (7,5 × 3,5 m) gestört. In ihr ein Granitfindling mit Sprenglöchern (Spaltversuch). Böschungsring erhalten. Einige faust- bis überkopfgroße Granitsteine; am NNW-Rand innerhalb des Erdhügels ein weiterer Granitfindling. Durch Tierbaue gestört. | 28931559 |      |
| 53° 6′ 56″ N, 10° 22′ 7″ O  | Barnstedt 25                | Fast rund, Dm. 19 m und H. noch 2,6 m. In der Mitte durch weite Auskofferung (6 × 3,5 m) gestört. Am NW-Rand Erdbuckel. Oberfläche der Böschung unregelmäßig und wenige kopfgroße Granitsteine. Durch Tierbaue gestört. | 28931657 | BW   |
| 53° 6′ 57″ N, 10° 22′ 9″ O  | Barnstedt 26                | Fast rund, Dm. ca. 15 m und H. 1 m. Kuppe abgeflacht. Wenige kopfgroße Granitsteine. Am SW-Rand Erdreich abgelagert. Durch Tierbaue gestört. | 28931659 | BW   |
| 53° 6′ 58″ N, 10° 22′ 10″ O | Barnstedt 27                | Oval, annähernd N-S orientiert, L. 15,5 m und Br. 13 m und H. 1,3 m. Oberfläche unregelmäßig und W-Hälfte nach W abgetragen. Einige bis kopfgroße Granitsteine. Durch Tierbaue gestört. | 28931661 | BW   |
| 53° 6′ 58″ N, 10° 22′ 12″ O | Barnstedt 28                | Fast rund, Dm. 17,5 m und H. 1,2 m. Kuppe abgeflacht. Im O-Bereich durch N-S verlaufenden Waldweg beschädigt. Einige kopfgroße Granitsteine und durch Tierbaue gestört. | 28931663 | BW   |
| 53° 7′ 0″ N, 10° 22′ 15″ O  | Barnstedt 29                | Fast rund, Dm. 15 m und H. 1 m. Kuppe abgeflacht. Auf halber Höhe der Böschung ist eine ringförmige Mulde (vom Steinesuchen?) feststellbar. Durch Tierbaue gestört. | 28931665 | BW   |
| 53° 6′ 58″ N, 10° 22′ 17″ O | Barnstedt 30                | Fast rund, Dm. 11 m und H. 0,7 m. Rand läuft aus. Am SW-Rand eine flache Mulde. | 28931667 | BW   |

## Kolkhagen
| Lage                        | Bezeichnung              | Beschreibung | ID       | Bild |
| --------------------------- | ------------------------ | --- | -------- | ---- |
| 53° 9′ 30″ N, 10° 21′ 32″ O | Kolkhagen 14, Grabhügel  | Fast rund, Dm. 15 m und H. 0,8 m. Pflanzfurchen. Am SW-Rand Tierbaue. Einige bis kopfgroße Granitsteine. | 28933989 | BW   |
| 53° 9′ 29″ N, 10° 21′ 31″ O | Kolkhagen 15, Grabhügel  | Dm. 14 m und H. 0,75 m. Flache WNW-OSO orientierte Pflanzfurchen. Einzelne faustgroße Granitsteine. | 28933991 | BW   |
| 53° 8′ 32″ N, 10° 21′ 30″ O | Kolkhagen 39, Grabhügel  | Fast rund, Dm. 13 m und H. 0,8 m. Rand läuft aus. Durch Tierbaue gestört. Oberfläche unregelmäßig. | 28929945 | BW   |
| 53° 8′ 31″ N, 10° 21′ 30″ O | Kolkhagen 40, Grabhügel  | Fast rund, Dm. 15 m und H. 1,1 m. Rand abgesetzt. In der Kuppe eine weite, flache Mulde (L. 5 m; Br. 3 m; T. 0,4 m). Im N-Bereich eine Eingrabung. (L. 2 m; Br. 1,6 m; T. 0,4 m) und der S-Rand durch Wegespur angeschnitten.                                                                                               | 28929947 | BW   |
| 53° 8′ 30″ N, 10° 21′ 30″ O | Kolkhagen 41, Grabhügel  | Fast rund, Dm. 13 m und H. 1 m. Zentrale Eingrabung (L. 3,5 m; Br. 2,5 m; T. 0,8 m). Einige bis kopfgroße Granitsteine sichtbar. | 28929949 | BW   |
| 53° 8′ 29″ N, 10° 21′ 32″ O | Kolkhagen 42, Grabhügel  | Fast rund, Dm. 13 m und H. 0,9 m. Rand abgesetzt. Von O zum Zentrum eine längliche Eingrabung (L. 6 m; Br. 2 m; T. 0,4 m). | 28929951 | BW   |
| 53° 8′ 29″ N, 10° 21′ 33″ O | Kolkhagen 43, Grabhügel  | Fast rund, Dm. 9 m und H. 0,6 m. Rand aus. | 28929953 | BW   |
| 53° 8′ 57″ N, 10° 21′ 18″ O | Kolkhagen 44, Grabhügel  | Fast rund, Dm. 17 m und H. 1,1 m. Durch alte flache Eingrabungen und Tierbaue gestört und von NNW nach SSO verlaufenden Pflanzfurchen überzogen. | 28933995 | BW   |
| 53° 8′ 45″ N, 10° 21′ 2″ O  | Kolkhagen 45, Grabhügel  | Fast rund, Dm. 17 m und H. 1,1 m. Durch Tierbaue gestört. Kuppe abgeflacht und über den Hügel verläuft in N-S-Richtung eine Schneise. N-Rand durch Waldweg angeschnitten. | 28933997 | BW   |
| 53° 8′ 45″ N, 10° 20′ 48″ O | Kolkhagen 46, Grabhügel  | Fast rund, Dm. 20,5 m und H. noch 1,4 m. Rand abgesetzt und die Oberfläche unregelmäßig. Kuppe abgeflacht und verschiedene Eintiefungen (Dm. bis 7 m; T. bis 0,5 m) stören. Auf der Böschung im N, O und S verläuft eine Rinne. Durch Tierbaue gestört. An der Oberfläche einige Granitsteine. Im O ein großer Granitstein. | 28929955 | BW   |
| 53° 8′ 46″ N, 10° 20′ 44″ O | Kolkhagen 47, Grabhügel  | Fast rund, Dm. 17 m und H. 1,5 m. Rand abgesetzt und Oberfläche unregelmäßig. | 28929957 | BW   |
| 53° 8′ 48″ N, 10° 20′ 44″ O | Kolkhagen 48, Grabhügel  | Annähernd rund, Dm. 17 m und H. 1,5 m. Rand abgesetzt und Böschung unregelmäßig ausgeprägt. Am O- und S-Rand flache Mulden. | 28929959 | BW   |
| 53° 8′ 49″ N, 10° 20′ 48″ O | Kolkhagen 50, Grabhügel  | Rund, Dm. 14 m und H. 1 m. Rand abgesetzt. In der Kuppe großer Tierbau. Streuung von Flint und Granitschotter. | 28929963 | BW   |
| 53° 8′ 48″ N, 10° 20′ 50″ O | Kolkhagen 51, Grabhügel  | Rund, Dm. 16,5 m und H. 1 m. Rand abgesetzt. In der Kuppe ist eine alte Eingrabung (Dm. 4 m; T. 0,5 m). In der Sohle der Eingrabung sowie nördlich davon freiliegende kopfgroße Granitsteine. Am SO-Hügelfuß ein geplatzter Granitstein.                                                                                    | 28930057 | BW   |
| 53° 8′ 40″ N, 10° 20′ 32″ O | Kolkhagen 52, Grabhügel  | Rund, Dm. 16 m und H. 1,5 m. Oberfläche unregelmäßig. In der Kuppe zwei flache Mulden (Dm. bis 3,5 m; T. bis 0,3 m) und auf der N- und S-Böschung durch Pflanzfurchen gestört. Einige faust- bis kopfgroße Granitsteine, am SSW-Rand ein großer Granitstein (L. 0,8 m).                                                     | 28930059 | BW   |
| 53° 8′ 39″ N, 10° 20′ 33″ O | Kolkhagen 53, Grabhügel  | Rund, Dm. 14 m und H. 0,9 m. Von flachen NO-SW verlaufenden Pflanzfurchen überzogen. | 28930061 | BW   |
| 53° 8′ 38″ N, 10° 20′ 27″ O | Kolkhagen 54, Grabhügel  | Fast rund, Dm. 18 m und H. 1,2 m. Kuppe leicht abgeflacht. Am O-Rand eine N-S verlaufende Schneise. Am NO-Rand ein Granitstein. | 28930063 | BW   |
| 53° 9′ 45″ N, 10° 21′ 35″ O | Kolkhagen 70, Grabhügel  | Rund, Dm. 20 m und H. 1,1–1,5 m. Durch Tierbaue und O-W verlaufende Fahrspur gestört. Im NO-Bereich angegraben und im W durch Waldweg angeschnitten. | 28934100 | BW   |
| 53° 9′ 19″ N, 10° 24′ 20″ O | Kolkhagen 73, Grabhügel  | Fast rund, Dm. 12,5 m und H. 0,6 m. In der Kuppe eine flache längliche Mulde. | 28934106 | BW   |
| 53° 9′ 30″ N, 10° 24′ 2″ O  | Kolkhagen 74, Wegespuren | | 28934110 | BW   |
| 53° 8′ 44″ N, 10° 20′ 44″ O | Kolkhagen 86, Grabhügel  | Zum Teil abgetragen, N-S orientiert, L. 14 m, Br. 8 m sowie H. noch 1 m. Im Hügelzentrum ein großer Granitstein. | 28930078 | BW   |
| 53° 8′ 47″ N, 10° 21′ 3″ O  | Kolkhagen 87, Grabhügel  | Fast rund, Dm. 12 m und H. 0,7 m. Rand läuft aus. Im S-Bereich eine alte flache Eingrabung und im W-Bereich ein Granitstein. | 28934116 | BW   |
| 53° 8′ 47″ N, 10° 21′ 1″ O  | Kolkhagen 88, Grabhügel  | Fast rund, Dm. 12,5 m und H. 0,35 m. Rand aus. Ungefähr in der Mitte ein Grenzstein. | 28934118 | BW   |
| 53° 8′ 55″ N, 10° 21′ 6″ O  | Kolkhagen 89, Grabhügel  | Fast rund, Dm. 6,5 m und H. 0,2 m. Durch eine Eingrabung (Dm. 2 m; T. 0,2 m) gestört. | 28934120 | BW   |
| 53° 8′ 41″ N, 10° 20′ 34″ O | Kolkhagen 92, Grabhügel  | Rund, Dm. 11,5 m und H. 0,5 m. Rand läuft aus. Schneise in NO-SW-Richtung. Von flachen Pflanzfurchen überzogen. | 28930079 | BW   |
| 53° 8′ 39″ N, 10° 20′ 35″ O | Kolkhagen 93, Grabhügel  | Fast rund, Dm. 10 m und H. 0,4 m. Oberfläche unregelmäßig und Rand läuft aus. Von flachen Pflanzfurchen überzogen und eine Schneise verläuft in NO-SW-Richtung. Einige faust- bis kopfgroße Granitsteine sichtbar. | 28930081 | BW   |
| 53° 8′ 39″ N, 10° 20′ 22″ O | Kolkhagen 94, Grabhügel  | Fast rund, Dm. 14 m und H. 0,3 m (im SW) – 0,8 m (im NO). Rand läuft aus. Kuppe nach S schräg abgeflacht. Nordöstl. der Mitte ein Granitstein (L. 1 m). | 28930083 | BW   |
| 53° 9′ 56″ N, 10° 22′ 4″ O  | Kolkhagen 99, Grabhügel  | Annähernd rund, Dm. 17,5 m und H. 1,2 m. Kuppe abgeflacht und Rand läuft aus. | 28934122 | BW   |
| 53° 8′ 28″ N, 10° 21′ 34″ O | Kolkhagen 102, Grabhügel | Rund, zu knapp 1/3 in der Gemarkung Kolkhagen und zu gut 2/3 in der Gemarkung Barnstedt (FStNr. 2). Dm. 19 m; H. noch 1,1 m. Rand abgesetzt und die Kuppe weit abgeflacht. West-Teil ist von Nord-Süd verlaufenden Graben (Gemarkungsgrenze) durchzogen.                                                                    | 28930181 | BW   |
| 53° 8′ 47″ N, 10° 20′ 44″ O | Kolkhagen 103, Grabhügel | Weitgehend eingeebnet. Dm. 12 m. | 28930183 | BW   |
| 53° 8′ 48″ N, 10° 20′ 43″ O | Kolkhagen 104, Grabhügel | Dm. 11 m und H. 0,3 m. Kuppe abgeflacht und der Rand läuft allseitig aus. | 28930185 | BW   |

### Kolkhagen 1
ID:28932493; Auf einer Hochfläge, westl. oberhalb des Barnstedter Melbecker Mühlenbaches, liegt ein Grabhügelfeld, das aus neun obertägig erhaltenen Hügeln besteht. Drei weitere Grabhügel liegen unter einem annähernd N–S verlaufenden Rodungswall und sind an der Oberfläche nicht eindeutig zu identifizieren. Einige Hügel sind untersucht worden. Sie lassen sich in die ältere Bronzezeit datieren.

| Lage                        | Bezeichnung   | Beschreibung | ID       | Bild |
| --------------------------- | ------------- | --- | -------- | ---- |
| 53° 8′ 58″ N, 10° 23′ 23″ O | Kolkhagen 9   | Fast rund, Dm. 10 m und H. 0,4 m. Oberfläche unregelmäßig und über dem W-Teil eine NNW-SSO orientierte Fahrspur. | 28932367 | BW   |
| 53° 8′ 58″ N, 10° 23′ 24″ O | Kolkhagen 10  | Oval, O-W orientiert, L. 13 m, Br. 10 m und H. 0,6 m. Oberfläche unregelmäßig. Am S-Rand durch Graben angeschnitten.                                                                                                   | 28932463 | BW   |
| 53° 8′ 59″ N, 10° 23′ 24″ O | Kolkhagen 11  | Fast rund, Dm. 16 m und H. 1 – 1,5 m. Rand geht im N und S in die Dünenböschung über, sonst schwach abgesetzt. Durch Tierbaue gestört.                                                                                 | 28932465 | BW   |
| 53° 8′ 59″ N, 10° 23′ 26″ O | Kolkhagen 12  | Oval, O-W orientiert, L. 25 m, Br. 18 und H. 1,5 m. Kuppe abgeflacht und der Rand, außer im O, deutlich abgesetzt. Von Tierbauen gestört. Oberfläche besonders im Randbereich unregelmäßig.                            | 28932467 | BW   |
| 53° 8′ 56″ N, 10° 23′ 25″ O | Kolkhagen 13  | Fast rund, Dm. 16 m und H. 1 – 1,5 m. Rand geht im N und S in die Dünenböschung über, sonst schwach abgesetzt. Durch Tierbaue gestört.                                                                                 | 28932469 | BW   |
| 53° 9′ 2″ N, 10° 23′ 19″ O  | Kolkhagen 61  | Unregelmäßiger Umriss. Dm. ca. 16 m und etwa 0,3 m hoch erhalten. Kuppe abgeflacht und Rand läuft aus. Einige faust- bis kopfgroße Steine sichtbar.                                                                    | 28932471 | BW   |
| 53° 8′ 59″ N, 10° 23′ 19″ O | Kolkhagen 62  | Auf einer Hochfläche soll laut Eindruck in Mtbl. 1381 von 1899 ein Grabhügel vorhanden sein. Bei Begehung 1990 war dieser nicht auffindbar. Liegt vermutlich unter Rodungswall. Rodungswall bis zu 1,8 m hoch.         | 28932485 | BW   |
| 53° 8′ 58″ N, 10° 23′ 19″ O | Kolkhagen 63  | Auf kleiner Höhenzunge soll sich laut Eindruck in Mtbl. 1381 von 1899 ein Grabhügel befinden. Bei Begehung 1990 war dieser jedoch nicht auffindbar. Liegt vermutlich unter Rodungswall. Rodungswall bis zu 1,8 m hoch. | 28932487 | BW   |
| 53° 8′ 55″ N, 10° 23′ 20″ O | Kolkhagen 64  | Auf kleiner Höhenzunge soll sich laut Eindruck in Mtbl. 1381 von 1899 ein Grabhügel befinden. Bei Begehung 1990 war dieser jedoch nicht auffindbar. Liegt vermutlich unter Rodungswall. Rodungswall bis zu 1,8 m hoch. | 28932489 | BW   |
| 53° 8′ 59″ N, 10° 23′ 30″ O | Kolkhagen 66  | Fast rund, Dm. 5,5 m und H. 0,2 m. Kuppe stark abgeflacht und Rand geht in das umgebende Gelände über. Am W-Rand eine Schneise. Von NNW-SSO orientierten Pflanzfurchen überzogen.                                      | 28932473 | BW   |
| 53° 8′ 59″ N, 10° 23′ 32″ O | Kolkhagen 67  | Fast rund, Dm. 6 m und H. 0,2 m. Kuppe sehr abgeflacht und Rand läuft aus. Von NNW-SSO orientierten Pflanzfurchen überzogen.                                                                                           | 28932475 | BW   |
| 53° 8′ 59″ N, 10° 23′ 22″ O | Kolkhagen 76  | Heute sichelförmig, wohl ehemals rund, NW-SO orientiert und L. 18 m, Br. 12 m und H. 1,1 m. SW-Bereich abgetragen und der NO- und O Rand angegraben. Oberfläche durch flache Mulden unregelmäßig.                      | 28932363 | BW   |
| 53° 8′ 56″ N, 10° 23′ 22″ O | Kolkhagen 107 | Fast rund, Dm. ca. 16 m und H. 0,4 m. Kuppe stark abgeflacht und der Rand läuft allseitig aus. | 28932477 | BW   |

### Kolkhagen 17
ID:28930333; Westnordwestlich von Kolkhagen liegt nördlich des Weges nach Heinsen, östl. des Osterberges, eine Gruppe von 20 erhaltenen und mindestens zwei zerstörten (FStNr. 95 und [als Verfärbung noch zu erkennen] FStNr. 98) Grabhügeln. Mit Ausnahme von FStNr. 17 und 34 nah beieinanderliegend. FStNr. 23, 29, 31 und 33 oval, N-S orientiert; Länge 18,5 – 27 m; Breite 15,5 – 20 m; Höhe 1 – 2,2 m; die übrigen erhaltenen Hügel sind annähernd rund; Durchmesser 8 – 18 m; Höhe 0,5 – 2,2 m. Die Grabhügel weisen unterschiedliche Beschädigungen auf.

| Lage                        | Bezeichnung  | Beschreibung | ID       | Bild |
| --------------------------- | ------------ | --- | -------- | ---- |
| 53° 9′ 35″ N, 10° 21′ 57″ O | Kolkhagen 17 | Rund, Dm. 14 m und H. 0,65 m. Kuppe schwach eingesenkt und von O nach W verlaufen Pflanzfurchen. Vereinzelt bis faustgroße Granitsteine sichtbar.                                                                             | 28931784 | BW   |
| 53° 9′ 36″ N, 10° 22′ 1″ O  | Kolkhagen 18 | Rund, Dm. 17,5 m und H. 1,4 m. Rand abgesetzt und in der Mitte eine Eingrabung (Dm. 5 m, T. 0,8 m). Tierbaue. | 28931786 | BW   |
| 53° 9′ 35″ N, 10° 22′ 3″ O  | Kolkhagen 19 | Rund, Dm. 22,5 m und H. 1,2 m. Von flachen O-W verlaufenden Pflanzfurchen überzogen. | 28931788 | BW   |
| 53° 9′ 35″ N, 10° 22′ 7″ O  | Kolkhagen 20 | Fast rund, Dm. 16,5 m und H. 1,2 m. Von O-W verlaufenden Pflanzfurchen überzogen. | 28931790 | BW   |
| 53° 9′ 35″ N, 10° 22′ 8″ O  | Kolkhagen 21 | Fast rund, Dm. 13 m und H. 1 m. Von Pflanzfurchen überzogen. | 28931792 | BW   |
| 53° 9′ 34″ N, 10° 22′ 10″ O | Kolkhagen 22 | Fast rund, Dm. 14 m und H. 1,1 m. Von Pflanzfurchen überzogen. | 28931794 | BW   |
| 53° 9′ 35″ N, 10° 22′ 14″ O | Kolkhagen 23 | Oval, N-S orientiert, L. 27 m, Br. 20 m und H. 2,2 m. Hügelmitte eingesattelt, sodass zwei Hügelkuppen entstehen. Oberfläche unregelmäßig und über die O-Böschung eine N-S orientierte Fahrspur. SSW-Rand wird angeschnitten. | 28931796 | BW   |
| 53° 9′ 35″ N, 10° 22′ 14″ O | Kolkhagen 24 | Rund, Dm. 18 m und H. 2,2 m. Durch kleine zentrale Mulde gestört. | 28931798 | BW   |
| 53° 9′ 36″ N, 10° 22′ 14″ O | Kolkhagen 25 | Rund, Dm. 16,5 m und H. von 1,4 m. | 28931800 | BW   |
| 53° 9′ 36″ N, 10° 22′ 12″ O | Kolkhagen 26 | Rund, Dm. 18 m und H. 1,6 m. Kuppe abgeflacht und NW-Rand von Fahrspur gestört. | 28931802 | BW   |
| 53° 9′ 36″ N, 10° 22′ 14″ O | Kolkhagen 27 | Rund, Dm. 11,5 m und H. 0,8 m. Kuppe abgeflacht und Rand läuft aus. | 28931804 | BW   |
| 53° 9′ 37″ N, 10° 22′ 16″ O | Kolkhagen 28 | Rundoval, O-W orientiert, L. 14 m, Br. 12 m und H. 0,4 m. Kuppe abgeflacht und Rand läuft aus. | 28931806 | BW   |
| 53° 9′ 37″ N, 10° 22′ 15″ O | Kolkhagen 29 | Fast rund, Dm. 12 m und H. 0,7 m. Kuppe abgeflacht und Rand läuft aus. | 28931808 | BW   |
| 53° 9′ 38″ N, 10° 22′ 14″ O | Kolkhagen 30 | Fast rund, Dm. 12 m und H. 0,7 m. Kuppe abgeflacht und Rand läuft aus. | 28931810 | BW   |
| 53° 9′ 37″ N, 10° 22′ 9″ O  | Kolkhagen 31 | Oval, N-S orientiert, L. 19,5 m, Br. 15,5 m und H. 1,2 m. Durch Tierbaue gestört. | 28931812 | BW   |
| 53° 9′ 37″ N, 10° 22′ 8″ O  | Kolkhagen 32 | Fast rund, Dm. 16 m und H. 1,1 – 1,7 m. Durch Tierbaue und eine am Rand verlaufende Fahrspur gestört. | 28931814 | BW   |
| 53° 9′ 37″ N, 10° 22′ 6″ O  | Kolkhagen 33 | N-S orientiert, L. 20 m, Br. 16 m und H. 1 – 1,7 m. Über die Mitte verläuft von NO nach SW eine Fahrspur. | 28929933 | BW   |
| 53° 9′ 56″ N, 10° 21′ 53″ O | Kolkhagen 34 | Rund, Dm. 14 m und H. 0,65 m. Kuppe schwach eingesenkt und von O nach W verlaufen Pflanzfurchen. Vereinzelt bis faustgroße Granitsteine sichtbar.                                                                             | 28929935 | BW   |
| 53° 9′ 32″ N, 10° 22′ 15″ O | Kolkhagen 96 | Fast rund, Dm. 8 m und H. 0,55 m. Rand läuft aus. Am NW-Rand ein großer Granitbrocken. Durch Tierbaue gestört. | 28930085 | BW   |
| 53° 9′ 32″ N, 10° 22′ 17″ O | Kolkhagen 97 | Fast rund, Dm. 10 m und H. 0,5 m.Oberfläche abgeflacht und am O-Rand Granitbrocken; am N- und W-Rand bis kopfgroße Granitsteine.                                                                                              | 28930087 | BW   |

### Kolkhagen 35
ID:28930304; Das Grabhügelfeld umfasst zwei größere (FStNr. 35, 36: Durchmesser 20,5 – 23 m; Höhe 1,4 – 1,5 m) und vier kleinere Hügel (FStNr. 37, 38, 84, 85: Durchmesser 8 – 14 m; Höhe 0,35 – 0,4 m).

| Lage                        | Bezeichnung  | Beschreibung | ID       | Bild |
| --------------------------- | ------------ | --- | -------- | ---- |
| 53° 8′ 37″ N, 10° 21′ 46″ O | Kolkhagen 35 | Fast rund, Dm. 23 m und H. 1,5 m. Kuppe abgeflacht und Rand abgesetzt. Tierbaue und mehrere Eingrabungen lassen die Hügelkuppe unregelmäßig erscheinen.                      | 28929937 | BW   |
| 53° 8′ 38″ N, 10° 21′ 46″ O | Kolkhagen 36 | Annähernd rund (leicht unregelmäßig), Dm. ca. 20,5 m und H. 1,4 m. Kuppe abgeflacht und Rand abgesetzt. Oberfläche durch Tierbaue und eine zentrale Eingrabung unregelmäßig. | 28929939 | BW   |
| 53° 8′ 38″ N, 10° 21′ 48″ O | Kolkhagen 37 | Fast rund, Dm. 8 m und H. 0,35 m. Rand aus. Oberfläche von O-W gerichteten Pflanzfurchen überzogen.                                                                          | 28929941 | BW   |
| 53° 8′ 38″ N, 10° 21′ 48″ O | Kolkhagen 38 | Fast rund, Dm. 8,5 m und H. 0,35 m. Rand aus. Oberfläche von O-W gerichteten Pflanzfurchen überzogen und am W-Rand ein Granitstein.                                          | 28929943 | BW   |
| 53° 8′ 37″ N, 10° 21′ 45″ O | Kolkhagen 84 | Fast rund, Dm. 8 m und H. 0,35 m. Rand aus. Von Pflanzfurchen in O-W-Richtung überzogen.                                                                                     | 28930074 | BW   |
| 53° 8′ 37″ N, 10° 21′ 47″ O | Kolkhagen 85 | Fast rund, Dm. 14 m und H. noch 0,4 m. Innenbereich weitgehend abgetragen. Böschungsbereiche im N und S erhalten, im O und W eingeebnet.                                     | 28930076 | BW   |

### Kolkhagen 58
ID:28930308 ; Nordwestlich des Barnstedter-Melbecker Baches, am Westrand des Dewelsmoores, liegt ein Grabhügelfeld, das aus fünf Grabhügeln besteht. Einer der Grabhügel ist aufgrund von Beschädigungen heute oval. Die Hügel besitzen Durchmesser von 14,5 – 22 m.

| Lage                        | Bezeichnung  | Beschreibung | ID       | Bild |
| --------------------------- | ------------ | --- | -------- | ---- |
| 53° 8′ 47″ N, 10° 23′ 18″ O | Kolkhagen 58 | Fast rund, Dm. 18 m und H. 1,4 m. Rand abgesetzt und im Zentrum eine große, weite Eingrabung (Dm. 4 m; T. 0,5 m).                                                                      | 28930065 | BW   |
| 53° 8′ 46″ N, 10° 23′ 10″ O | Kolkhagen 59 | Fast rund, 14,5 m Dm. und H. 1,4 m. Durch zentrale Eingrabung (Dm. 4 m; T. 0,5 m) und mehrere Tierbaue gestört. Randbereiche im NW und W unregelmäßig.                                 | 28930066 | BW   |
| 53° 8′ 49″ N, 10° 23′ 16″ O | Kolkhagen 60 | Östlicher Rand durch Sandentnahme zerstört. L. 18 m und H. 0,9 m. | 28930072 | BW   |
| 53° 8′ 50″ N, 10° 23′ 14″ O | Kolkhagen 78 | Rund, Dm. 22 m und H. 1 m. Kuppe abgeflacht und leicht nach S geneigt. | 28930070 | BW   |
| 53° 8′ 47″ N, 10° 23′ 11″ O | Kolkhagen 79 | Fast rund, Dm. 16,5 m und H. 1,2 m. In der Mitte eine große, weite Eingrabung (Dm. 3 m; T. 0,6 m). Über den Hügel führt ein NO-SW verlaufender flacher Graben. Durch Tierbaue gestört. | 28930068 | BW   |